# Jean Soro
Jean Lohognon Soro (* 20. November 1963 in Abidjan) ist ein ehemaliger ivorischer Fußballspieler und heutiger Trainer.

## Werdegang

### Fußballkarriere

#### Im Verein
Soro startete seine Karriere beim Stella Club Adjamé, wo der Mittelfeldspieler 1978 in die Seniorenmannschaft aufstieg. In seiner zweiten Saison 1979 wurde er erstmals mit seinem Verein ivorischer Meister. Es folgten 1979 und 1980 die ersten Finalspiele des nationalen Pokals, beide Male unterlag er jedoch mit seinem Verein, Stella Club, dem Finalgegner RC Daloa und Africa Sports National. Im darauffolgenden Jahr 1981, wurde Soro zum zweiten Mal mit dem Stella Club Meister vor dem UC Bassam. Es folgte 1984 sein dritter Titel mit dem SC Adjamé, zudem wurde er neben Abdoulaye Traoré (Ben Badi) zum besten Spieler der Saison seiner Mannschaft. Soro spielte weitere fünf Jahre für den Stella Club Abidjan, bevor er nach insgesamt 15 Jahren im Verein, sich für einen Wechsel zum Rekordmeister ASEC Mimosas entschied.
Unter Trainer Laurent Pokou und dem französischen Co-Trainer Philippe Garot, wurde er in vier Jahren viermal Meister und einmal Pokalsieger. Ende 1993 wechselte er von ASEC zum Rivalen Africa Sports National, wo er 1996 seine Karriere beendete.

### International
Soro feierte 1978 im Alter von nur 15 Jahren sein A-Länderspieldebüt für die Ivorische Fußballnationalmannschaft. Fünf Jahre später nahm der A-Nationalspieler für sein Heimatland an der FIFA U-20-Weltmeisterschaft 1983 in Mexiko teil. 1984 rückte er wieder in die A-Nationalmannschaft auf und nahm 1990 am WAFU Cup of Nations teil. Soro spielte bis 1992 im A-Nationalteam und beendete seine Internationale Karriere im Frühjahr 1992, als er nach einem Streit mit dem damaligen Nationaltrainer Martial Yeo suspendiert wurde.

#### Als Trainer
Nach dem Ende seiner Karriere wurde Soro, Trainer und konnte vorallemding im Beach Soccer Erfolge feiern. So führte er die Beach Soccer Nationalmannschaft nach fünfjähriger Trainertätigkeit als Nationaltrainer, 2009 zur ersten Teilnahme an einer FIFA-Beachsoccer-Weltmeisterschaft in Dubai. Neben seiner Karriere als Nationaltrainer der Beach Soccer Nationalmannschaft der Elfenbeinküste, ist er seit 2003 Cheftrainer des Ligue 2 Vereines Cosmos Football Club de Koumassi. Diesen führte er nach fünf Jahren in der Ligue 3 Zone d'Abidjan, in der Saison 2011 in die Ligue 2, der zweithöchsten Liga an der Elfenbeinküste. Im Frühjahr 2013 konnte er sich zum zweiten Mal als Trainer der Beach Soccer Nationaltrainer für FIFA Beach Soccer-Weltmeisterschaft qualifizieren. Nach drei Niederlagen gegen Russland, Japan und Paraguay schied die Mannschaft nach drei Niederlagen in der Vorrunde aus.

## Erfolge

### Als Spieler
Ivorischer Meister (8)
- 1979, 1981, 1984, 1990, 1991, 1992, 1993, 1996

Pokalsieger (1)
- 1990

### Als Trainer

#### International
- Teilnahme an der FIFA-Beachsoccer-Weltmeisterschaft 2009 und 2013

#### National
Meister der Ligue 3 (1)
- 2011